# Game of Tones
«Game of Tones» (с англ. — «Игра тонов») — двадцать третий эпизод седьмого сезона мультсериала «Футурама», премьера которого состоялась 14 августа 2013 года на Comedy Central.
Название эпизода пародирует название сериала «Игра престолов», а сюжет отсылает к «Близким контактам третьей степени», «Началу» и «Звёздному пути 4: Дорога домой».

## Сюжет
К Земле медленно приближается таинственный инопланетный корабль, который периодически транслирует некий музыкальный сигнал. Поначалу этот сигнал только раздражает жителей Земли, но по мере приближения корабля к планете, он начинает её разрушать. Фрай припоминает, что уже когда-то слышал эту мелодию. Профессор Фарнсворт сканирует его мозг и обнаруживает, что эти воспоминания относятся к 31 декабря 1999 года, дню, когда Фрай был заморожен. Профессор погружает Фрая в сон, перенося в воспоминания о 31 декабря.
Фрай обнаруживает себя в своей постели вместе со своей девушкой Мишель в своей съёмной квартире. Он начинает повторять всё то, что делал в этот день. Сперва он отправляется в гости к родителям, прислушиваясь по пути ко всем звукам, встречая по дороге свою команду по брейк-дансу. Оказавшись перед родительским домом, он задумывается о том, что совершенно не скучает по своей семье. Неожиданно его встречает его пёс Сеймур, а дома, кроме отца и старшего брата Йенси, с которыми у него были сложные отношения, его ждёт мама. Фрай осознаёт, что вообще-то по матери он очень даже скучает. Он отвлекается от задания по поиску мелодии и решает провести время дома с семьёй.
В реальном мире Земля уже начинает разрушаться из-за этой мелодии. Вся команда «Межпланетного экспресса» отправляется в сон Фрая, чтобы принудить его идти дальше по маршруту этого дня. В сон Фрая отправляется даже Президент Земли Никсон. Без особого желания Фрай идёт на свою работу в пиццерию. Там он берёт заказ и доставляет его в криогенную лабораторию. В самую последнюю секунду, прежде чем упасть в криогенную камеру, он, наконец, слышит эту мелодию.
Команда «Межпланетного экспресса» отправляется на встречу с инопланетным кораблём. В тот момент, когда корабль проигрывает свою мелодию, Фрай на синтезаторе отвечает ему двумя дополнительными нотами, которые он услышал во сне. Летающая тарелка приземляется и оказывается нибблонианским кораблём, которым управляет Дигби, коллега Нибблера. Оказывается, что Дигби разыскивает летающую тарелку, на которой он тысячу земных лет назад доставил на Землю Нибблера. Что касается ужасного звука, издаваемого его кораблём, то это мелодия брелка с сигнализацией. Фрай показывает место, где стоит их корабль — это крыша криогенной лаборатории.
Нибблер благодарен Фраю за то, что тот снова помог его народу и хочет как-нибудь его отблагодарить. Так как после встречи со своей семьёй Фрай пребывает в тоскливом состоянии, Нибблер помогает ему попасть в сон матери, чтобы ещё немного побыть с ней. Во сне мама рассказывает Фраю, что очень скучает по нёму, и что он ей постоянно снится с тех пор как пропал.

## Отзывы
Зак Хэндлен из The A.V. Club назвал эпизод неравномерным, так как, по его мнению, в серии не самый удачный сюжет, но, тем не менее, она создаёт трогательное настроение. Хэндлен оценил серию на «A-». Макс Николсон из IGN оценил эпизод на 7,3 балла из 10. По его мнению, серия является увлекательным путешествием в прошлое Фрая, но она не настолько хороша, как прошлые подобные серии («The Luck of the Fryrish» и «Jurassic Bark»).
На 66-й Премии Гильдии сценаристов США Майкл Роу за эту серию был номинирован в номинации «Лучший сценарий в анимационном телесериале».